# Popularklage Paritätisches Wahlrecht in Bayern
Die Popularklage „Paritätisches Wahlrecht in Bayern“ war eine Klage des Aktionsbündnis Parité in den Parlamenten mit dem Ziel, die herrschenden Wahlgesetze in Bayern auf ihre Verfassungsmäßigkeit zu überprüfen. Die Klage wurde am 30. November 2016 beim bayerischen Verfassungsgerichtshof eingereicht. Am 26. März 2018 wies das Gericht die Popularklage ab.

## Kläger
Die Popularklage „Paritätisches Wahlrecht in Bayern“ umfasste insgesamt 153 Antragssteller, darunter Vereine und Verbände, rund um das Münchner Aktionsbündnis Parité in den Parlamenten. Vertreten wurde die Klage durch die Staatsrechtlerin Silke Laskowski.

## Begründung der Klage
Die Antragssteller argumentierten, dass Frauen nicht ihrem Anteil an der Bevölkerung entsprechend im bayerischen Landtag und in den Kommunalparlamenten repräsentiert seien. Dem müsse dadurch entgegengewirkt werden, dass Frauen bei der Aufstellung der Wahlvorschläge paritätisch berücksichtigt würden. Die aktuellen Regelungen zum Wahlvorschlagsrecht seien in mehrfacher Hinsicht nicht mit der bayerischen Verfassung vereinbar. Unter anderem werde gegen das Grundrecht von Kandidatinnen auf Chancengleichheit bei der Aufstellung von Wahlvorschlägen durch die Parteien sowie gegen das Volksstaatsprinzip und das Grundrecht der Staatsbürgerinnen auf gleichberechtigte demokratische Teilhabe verstoßen.

## Urteil
Der bayerische Verfassungsgerichtshof wies die Anträge der Kläger ab. Er begründete seine Entscheidung damit, dass die gesetzlichen Bestimmungen über die Aufstellung der Wahlkreislisten dadurch geprägt sind, dass sie sowohl im Allgemeinen als auch geschlechtsspezifisch neutral gehalten sind. Durch diese Betrachtungsweise werden verfassungsmäßige Rechte weder der Kandidatinnen noch der Wählerinnen verletzt.
Am 3. Mai 2018 legten die Antragsteller Beschwerde gegen das Urteil des bayerischen Verfassungsgerichtshofs beim Bundesverfassungsgericht in Karlsruhe ein. Das Bundesverfassungsgericht wies die Wahlprüfungsbeschwerde am 15. Dezember 2020 als unzulässig zurück.